# Детская эротика
Детская эротика — непорнографические материалы с участием детей, использующиеся лицами в сексуальных целях.
Это более широкое понятие, нежели детская порнография, включающее в себя материалы, которые могут вызвать сексуальное возбуждение, такие как несексуальные изображения, книги или журналы о детях или о педофилии, игрушки, дневники или детская одежда. Правоохранительные органы обнаружили, что детская эротика часто собирается лицами, причастными к сексуальному насилию над детьми. Сбор детской эротики может быть формой компульсивного поведения или заменой детской порнографии, являющейся незаконной. Некоторые изображения детской эротики распространяются в интернете и представлены модельными фотографиями позирующего ребенка.